# Malissard
Malissard is een gemeente in het Franse departement Drôme (regio Auvergne-Rhône-Alpes). De plaats maakt deel uit van het arrondissement Valence. Malissard telde op 1 januari 2022 3.303 inwoners.

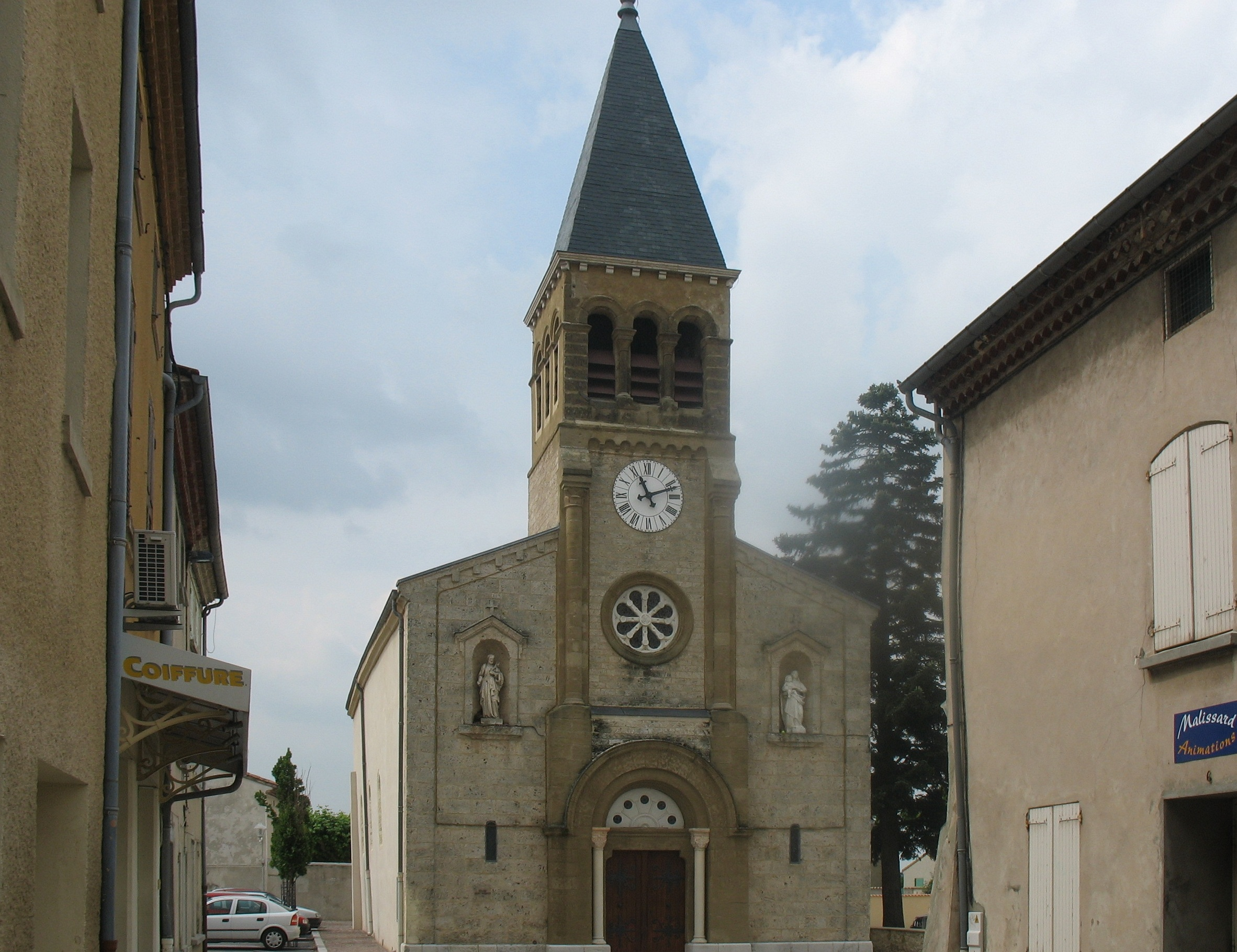
Kerk van Malissard
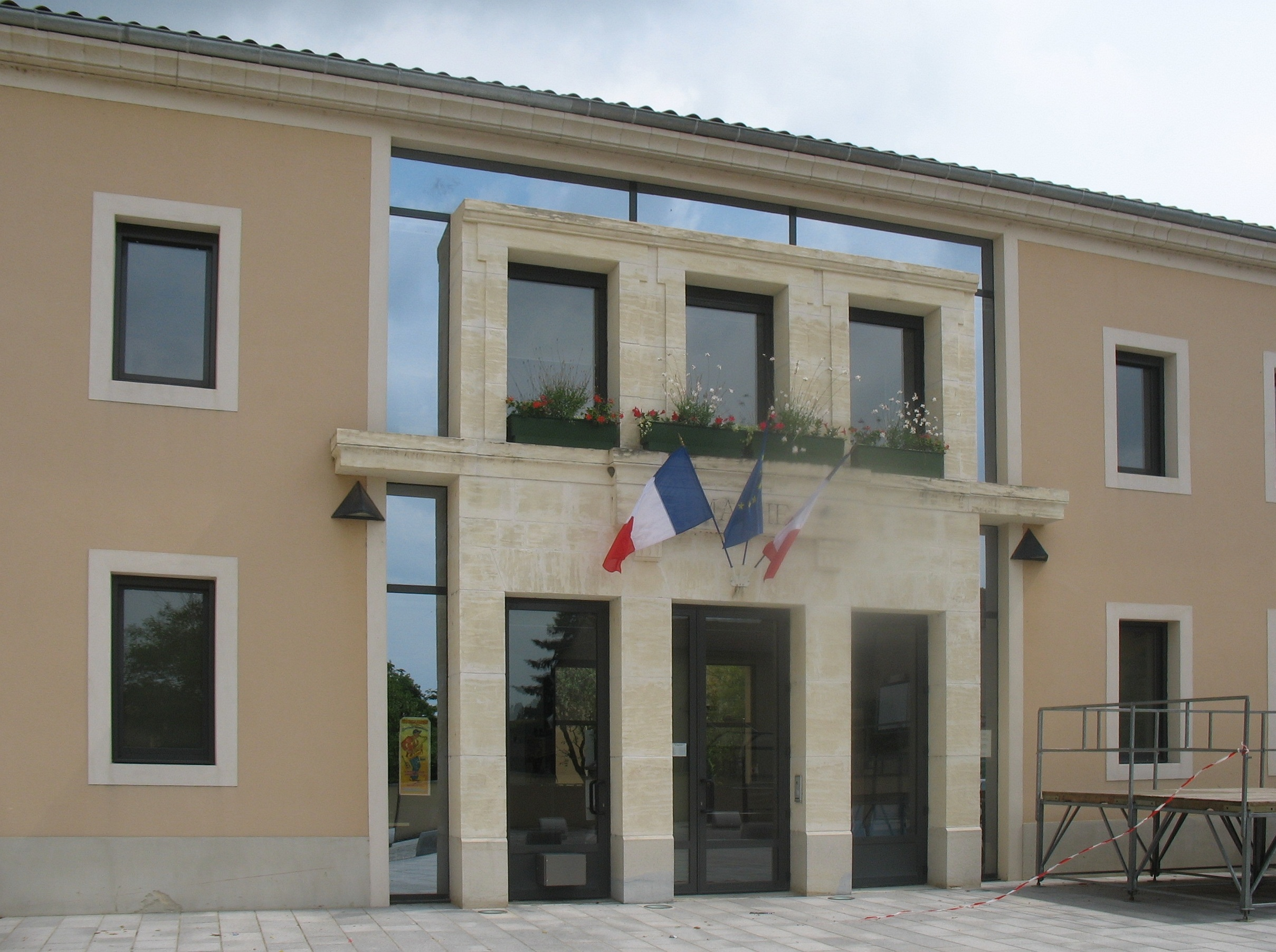
Gemeentehuis
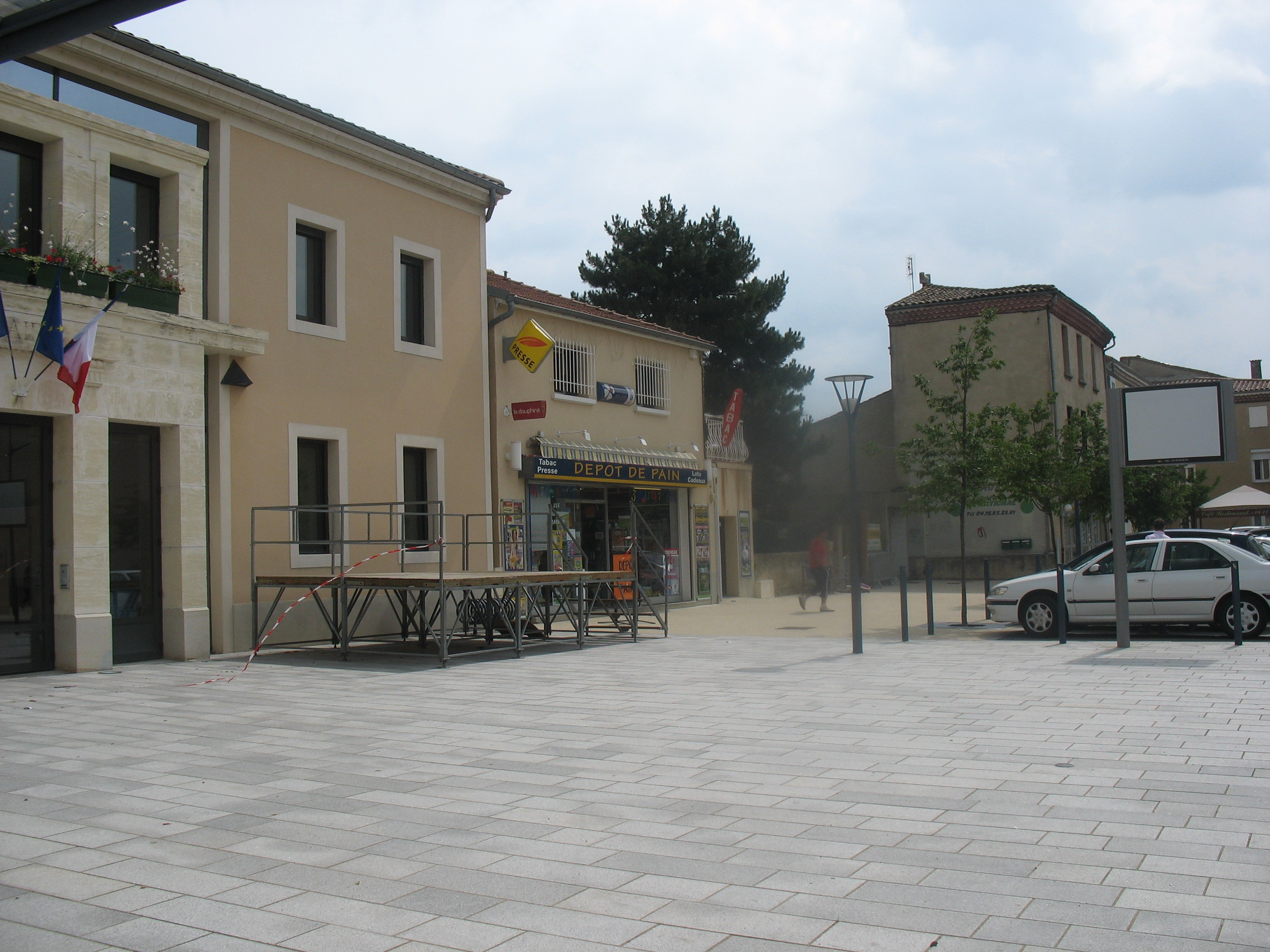
Place principal

## Geografie
De oppervlakte van Malissard bedraagt 10,17 vierkante kilometer; de bevolkingsdichtheid is 315 inwoners per km² (per 1 januari 2019).

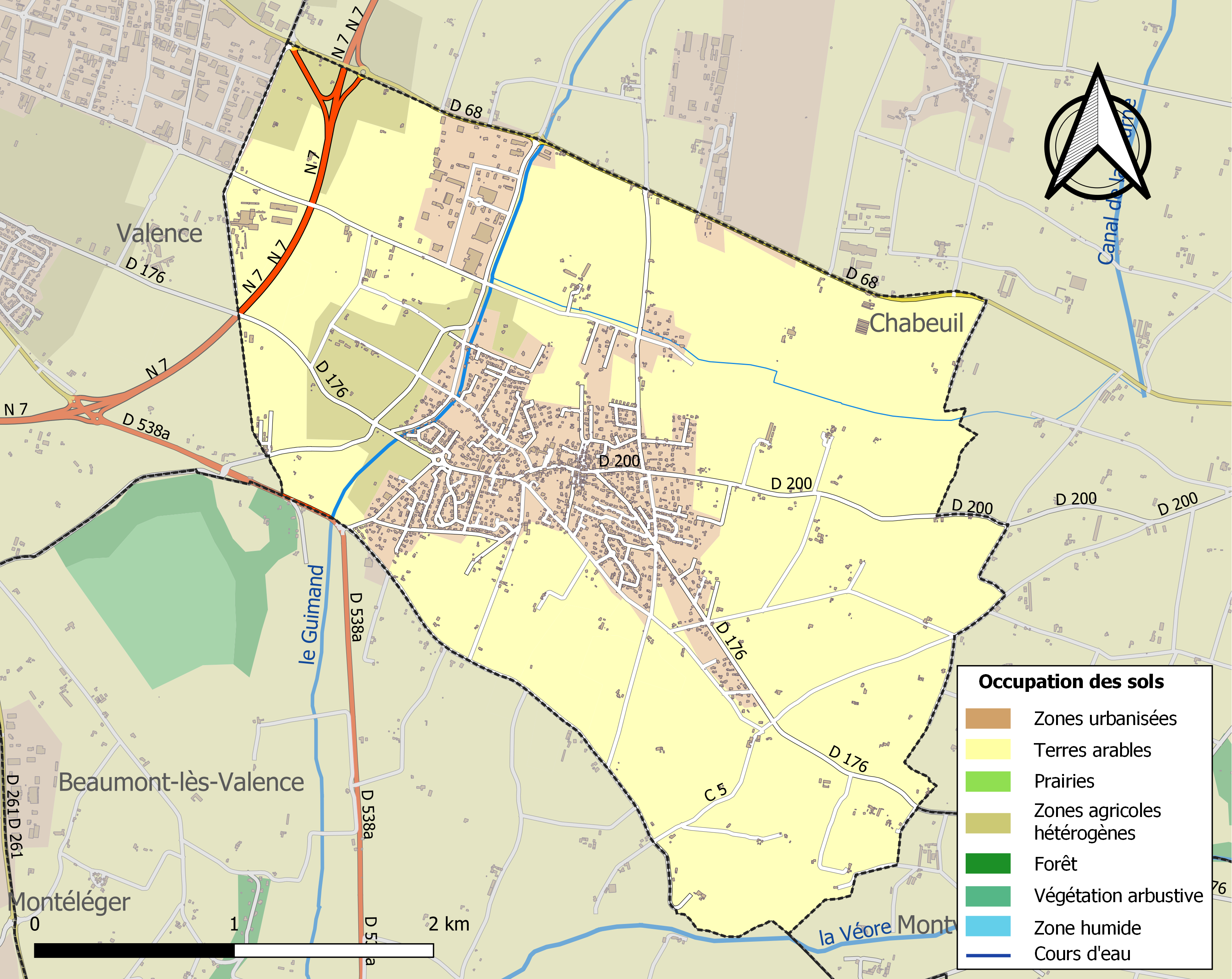
Kaart van de gemeente met belangrijkste infrastructuur, bodemgebruik en omliggende gemeenten

## Demografie
Onderstaande figuur toont het verloop van het inwonertal (bron: INSEE-tellingen).